# Бимбо
Бимбо (фр. Bimbo, санго Bimbo) — город в Центральноафриканской Республике, административный центр префектуры Омбелла-Мпоко. Бимбо также является одной из четырёх субпрефектур Омбелла-Мпоко. Второй по населению город страны.

## География
Город расположен в 15 км от столицы страны Банги, пригородом которой фактически является, на берегу реки Убанги, которая в этом месте течёт по границе с Демократической Республикой Конго.

## История
На президентских выборах 2011 года в Бимбо были отмечены серьёзные нарушения.